# Constantino III Heraclio
Constantino III Heraclio  (3 de mayo de 612-24 de mayo de 641) fue un emperador bizantino del siglo VII, de muy breve reinado.

## Familia
Fue el hijo mayor del emperador romano Heraclio, fundador de la dinastía heráclida, y de su primera esposa Eudocia. Esta, que sufría epilepsia, falleció a los pocos meses de dar a luz a Constantino, en el 612. Asimismo era el medio hermano mayor de Heraclonas, hijo de Martina, la segunda esposa del emperador Heraclio. Esta era sobrina del emperador, y se había desposado con él al año de morir su primera mujer. Odiada en la capital, fue, sin embargo, fiel compañera del soberano, al que acompañó en sus campañas. Trató, no obstante, de garantizar que fuesen sus hijos y no los de Eudocia los que heredasen el trono paterno.
Por razones políticas, Heraclio consideró a Martina como madre de ambos hijos, que quedaron asociados al trono en paridad de derechos. El deseo del emperador era que los dos hijos mayores de los dos matrimonios (Constantino, que tenía por entonces veintiocho años, y Heraclio, que tenía quince) compartiesen el poder.

## Reinado
Constantino se convirtió en emperador a la muerte de su padre el 11 de febrero 641. Su acceso al trono estuvo marcado por las disputas familiares por la sucesión. El pueblo aclamó a los dos hermanos, pero rechazó de plano que la emperatriz viuda participase en el gobierno. Se formaron dos partidos, uno en torno a cada hermano; pese a la grave enfermedad que lo aquejaba y acabó matándolo pocos meses después, Constantino era el que mayor número de seguidores tenía.
Intentó abandonar el credo monotelita, que el gobierno recuperó a su muerte. El hecho más destacado acaecido durante su breve reinado fue la pérdida de Egipto, que estaba siendo conquistado por los árabes. Constantino trató de reunir nuevas fuerzas para desbaratar la conquista musulmana y para ello llamó a la capital al jefe militar de la provincia, Teodoro, y al anterior gobernador y patriarca, Ciro. Cuando llevaba cuatro meses de reinado, murió inesperadamente de tuberculosis el 24 o 25 de mayo; le sucedió en el trono su medio hermano Heraclonas. El rumor de que Martina había envenenado a su hijastro causó problemas políticos durante el reinado de Heraclonas.